# Frank Schätzing
Frank Schätzing (escucharⓘ; nació el 28 de mayo de 1957 en Colonia) es un publicista, productor musical y escritor alemán. También aparece como locutor en algunos documentales de televisión. Su libro más conocido es la novela El quinto día.

## Vida
Schätzing nació el 28 de mayo de 1957 en Colonia. Estudió ciencias de la comunicación en la Academia de Comunicación de Alemania Occidental en Colonia y trabajó durante mucho tiempo en la industria publicitaria en Warner como director creativo en redes de agencias internacionales. Entre otras cosas, fue director general de la agencia de publicidad de Colonia Intevi, de la que fue cofundador.
Es escritor desde principios de los años 1990. Después de algunas novelas cortas y sátiras, publicó su primera novela histórica (policíaca) en 1995 con el título Las sombras de la catedral. En 2000 publicó el suspenso político En silencio sobre la Cumbre del G-7 de 1999.
Después de que la editorial Emons Verlag publicara cinco de sus libros bajo el sello «suspenso policíaco de Colonia», pasó al suspenso científico de El quinto día, publicado por Kiepenheuer & Witsch, con el que obtuvo su mayor éxito hasta la fecha.
En El quinto día una forma de vida inteligente desconocida procedente de las profundidades del mar amenaza el sustento de la humanidad. La novela tuvo acusaciones de plagio, según las cuales Schätzing habría copiado literalmente partes de su libro, pero no pudieron ser probadas y se interrumpieron las investigaciones correspondientes.
Hasta la publicación de El quinto día, las obras de Schätzing tuvieron un éxito local limitado en la zona de Colonia. Sin embargo, tras el éxito de esta novela, la editorial Goldmann adquirió los derechos de edición de bolsillo de las obras anteriores para una nueva edición.
Schätzing ha hecho otros trabajos ocasionales: se anunció como modelo para el fabricante de lencería y ropa interior Mey en 2009 y apareció en un papel secundario en el episodio Borowski und das Meer de la serie policíaca de televisión Tatort en 2014.
Frank Schätzing está casado con Sabina Valkieser-Schätzing (la voz de Tina Lund en la versión radiofónica de El quinto día) y vive en Colonia.
En 2018 publicó su novela Die Tyrannei des Schmetterlings, en la que se abordan las oportunidades y peligros de la inteligencia artificial.

## Obras

### Novelas
- Las sombras de la catedral (Tod und Teufel) (1995), ISBN 3-442-45531-6) (audiolibro: 1999/2003, ISBN 3-89940-742-3)
- Hambre asesina (Mordshunger) (1996),[7] ISBN 3-924491-71-2 (audiolibro: 2006, ISBN 978-3-89940-993-2)
- El lado oscuro (Die dunkle Seite) (1997),[8] ISBN 3-924491-85-2
- En silencio (Lautlos) (2000), ISBN 3-89705-211-3 (audiolibro: 2000, ISBN 978-3-86717-831-0)
- El quinto día (Der Schwarm) (2004),[9] ISBN 3-462-03374-3) (audiolibro: 2004, ISBN 3-89940-396-7)
- Límite (Limit) (2009),[10] ISBN 978-3-462-03704-3 (audiolibro: 2009, ISBN 978-3-86717-532-6)
- Breaking News (2014) ISBN 978-3-462-04527-7
- Die Tyrannei des Schmetterlings (2018) ISBN 3462050842 (audiolibro: 2018, ISBN 978-3-8445-2978-4)

### Cuentos
Colecciones:
- Sin miedo (Keine Angst) (1999), ISBN 3-924491-88-7 (audiolibro: 2001, ISBN 978-3-8970-5224-6), colección de 13 cuentos:
"Wollust", "Der Puppenspieler", "Keine Angst", "Ein Zeichen der Liebe", "Schulfreundinnen", "Der Teppich", "Dampf", "Bistecca Mafia", "Kricks Bilder", "Stühle, hochgestellt nach Mitternacht", "Ertappt!", "Vrrooomm!", "Moritat"

### No ficción
- Noticias desde un universo desconocido (Nachrichten aus einem unbekannten Universum) (2006), ISBN 3-462-03690-4 (audiolibro: 2006, ISBN 3-89940-854-3), ciencia
- Was, wenn wir einfach die Welt retten?: Handeln in der Klimakrise (2021), ISBN 978-3-462-00201-0 (audiolibro: 2021, ISBN 978-3-8445-4322-3), ciencia

### Como editor
- Die tollkühnen Abenteuer der Ducks auf hoher See (2006), autor Carl Barks, ISBN 3-936384-24-X

## Premios
- 2005 Goldene Feder (Der Schwarm)
- 2004 Corine

## Adaptaciones
- Die dunkle Seite (2008), telefilme dirigido por Peter Keglevic, basado en la novela El lado oscuro
- Mordshunger (2008), telefilme dirigido por Robert Adrian Pejo, basado en la novela Hambre asesina
- The Swarm (2023), serie dirigida por Barbara Eder, Luke Watson y Philipp Stölzl, basada en la novela El quinto día